# Чохане-Ґура
Чохане-Ґура (пол. Czochanie-Góra) — село в Польщі, у гміні Рутки Замбровського повіту Підляського воєводства.
Населення — 72 особи (2011).
У 1975-1998 роках село належало до Ломжинського воєводства.

## Демографія
Демографічна структура станом на 31 березня 2011 року:
|          | Загалом | Допрацездатний вік | Працездатний вік | Постпрацездатний вік |
| -------- | ------- | ------------------ | ---------------- | -------------------- |
| Чоловіки | 33      | 3                  | 24               | 6                    |
| Жінки    | 39      | 9                  | 18               | 12                   |
| Разом    | 72      | 12                 | 42               | 18                   |